# Tomaszka
Tomaszka (ros. Томашка) – osiedle w Rosji, w rejonie charowskim obwodu wołogodzkiego. W 2010 r. liczyło 113 mieszkańców.